# Theronia unilineata
Theronia unilineata är en stekelart som beskrevs av Gupta 1962. Theronia unilineata ingår i släktet Theronia och familjen brokparasitsteklar. Inga underarter finns listade i Catalogue of Life.